# 내무인민위원부
내무인민위원회(內務人民委員會, 러시아어: Наро́дный комиссариа́т вну́тренних дел, НКВД 나로드니 코미사리아트 브누트렌니흐 델, 엔카베데[*], 영어: NKVD)는 1934년부터 1946년 사이 소련의 내무부이자 최고 정보기관이다.

## 조직과 역사
1917년 2월 혁명으로 왕정이 무너지고 임시정부가 들어선 이후, 새 정부는 옛 러시아 제국의 경찰 조직을 해체하고 새로운 경찰 조직을 설립했다. 이어서 10월 혁명으로 임시정부를 전복한 볼셰비키 정부는 임시정부의 내무부를 인민위원(장관)의 통제를 받는 인민위원부로 개편하였다. 그래서 내무부의 기구는 대부분 옛 러시아 제국과 임시 정부의 내무부 업무를 물려받았다. 이런 것들에는 지방정부와 소방업무, 그리고 노동자와 농민들로 구성된 민병대의 감독 등이 포함되어 있었다. 여기에 볼셰비키 정부는 각지에서 봉기하는 반혁명세력을 진압할 공안기관이 없는 것을 깨닫고, 펠릭스 제르진스키를 수장으로 공안기관이자 비밀경찰인 체카를 설립하여 이끌었으며, 반혁명세력으로부터 혁명을 수호한다는 명분하에 즉결처분의 권리를 부여받았다.
체카는 1922년 내무인민위원부 산하의 국가정치부(Государственное Политическое Управление, ГПУ, GPU)로 개편되었다. 1923년 소비에트 연방이 설립되었고, 러시아 소비에트 연방 사회주의 공화국은 소비에트 연방의 가장 큰 가맹국이 되자 러시아 공화국에 소속되어 있던 국가정치부는 연방 전체를 관할하는 통합국가정치부(Объединённое Государственное Политическое Управление, ОГПУ, OGPU)로 확장되었고, 내무인민위원부에서 독립해 별도의 기관이 되었다.
1934년 설립이래, 내무인민위원부는 많은 조직 변화를 겪였다. 내무인민위원부는 1938년과 1939년 사이에만 3번의 조직개편을 실시했다. 1941년 2월 3일 내무인민위원부는 소련군의 군사정보를 담당하였다. 이때 국가안보총국(Главное Управление Государственной Безопасности, ГУГБ, GUGB)은 내무인민위원부에서 분리되어 국가보안인민위원부(Народный Комиссариат Государственной Безопасности, НКГБ, NKGB)로 이름을 바꾸었다. 독소전쟁 개전 이후, 국가보안인민위원부는 1941년 7월 20일 내무인민위원부에 다시 합병되었다. 군사첩보 부문은 1942년 1월 다시 내무인민위원부 소속이 되었다가 1943년 4월 다시 국방인민위원부(오늘날의 국방부에 해당)소속으로 넘어가 스메르쉬(СМЕРШ, Smersh)로 바뀌었다.
1946년 소련 내무인민위원부는 소련 내무부로 이름을 바꾸었고, 국가보안인민위원부는 국가보안부(Министерство Государственной Безопасности, МГБ, MGB)로 이름을 바꾸었다. 국가보안부와 내무부는 스탈린의 사후 베리야에 의해 다시 합병되지만, 1953년 정보기관을 장악했던 라브렌티 베리야의 체포 및 처형 이후, 다시 분리되었다. 그리하여 최종적으로는 경찰과 교정시설을 담당하는 소련 내무부와 정치사찰, 요인경호, 해외첩보, 비밀교신을 담당하는 국가보안위원회(Комитет Государственной Безопасности, КГБ, KGB)로 분리되었다.

## 역할
내무인민위원부의 공식적인 업무는 소련 내 행정 업무를 담당하는 것이었지만, 주된 역할은 "소련의 안전"을 지키는 것이었다. 내무인민위원부는 광범위한 정치적 숙청을 통해 소련에 반대하는 정치인사들을 제거했다. 내무인민위원부는 강제노역을 목적으로 한 수용소(굴락)들을 운영했으며, 소련 내 반체제 운동을 억압했고 불순하다고 판단된 소수민족 전체나 부농(쿨라크)을 인구희박지역으로 강제이주시키는 등, 정치적 숙청작업의 핵심을 맡았다. 또한 내무인민위원부의 첩보 담당 부서는 해외에서 첩보활동이나 정치적 암살을 실행하였으며 해외 정부의 전복공작이나 공산주의 운동을 감독하였다.

### 억압과 처형
내무인민위원부는 "인민의 적", 또는 "국가의 적"이라고 이름붙은 수많은 인물들을 굴락에 수용하거나 유배하였다. 이런 인물들의 대부분은 내무인민위원부의 특별 법정에서 유죄판결을 받았으나 증거가 채택되는 기준은 매우 모호했다. 익명의 밀고조차 체포의 충분한 이유가 되었다. "설득을 위한 물리적 수단"(고문)은 국가에 의해 허가되어 수많은 학대에 대한 문을 활짝 열여주었다.
공산당의 정치국은 몇 차례에 걸쳐 대량 숙청작업을 결정하였다. 기술자들이 연루된 "샤흐티 음모사건", 군 장교들이 연루된 "파시스트 음모사건", 스탈린 말기에 일어난 "의사 음모사건"들이 그것이다. 뿐만 아니라 비러시아계 소수민족들이 소련의 정책에 반대하거나 소련 정부에 대항하는 것을 예방하기 위해 이들에 대한 대규모의 숙청을 실시했다. 연해주에 있던 고려인의 집단 강제이주 역시 내무인민위원부의 감독 아래 이루어졌다. 뿐만 아니라 종교와 관련된 종교 부서를 별도로 창설해 예브게니 투츠코프를 책임자로 임명, 유대교와 러시아 정교회, 가톨릭, 이슬람교 등 소련 내 종교 활동을 감시하고 탄압했다.
내무인민위원부는 숙청을 지도하는 동시에 자신들 스스로 내부숙청을 실시해 1930년대 활동했던 대부분의 요원과 지휘자들 자신이 내무숙청의 대상이 되어 처형되었다. 이 때 1930년대 정치 숙청의 책임자였던 니콜라이 예조프도 함께 처형되었다.

#### 스페인 내전
스페인 내전기간 동안 소련은 스페인 공화정부에게 무기를 지원해 싸우게 하는 한편, 내무인민위원부 요원을 파견해 스페인 공산당과 연결되어 실질적으로 공화정부를 지배하였다. 또한 소련의 공화정부에 대한 군사원조는 소련의 영향력을 더욱 확대시켰다. 내무인민위원부는 마드리드 근처에 여러개의 비밀 감옥을 두고, 공산당에 반대하거나 무정부주의적 성향으로 간주된 정치가나 군인 수백여명을 체포해 고문하거나 처형하였다. 처음에는 스페인 파시스트와 가톨릭이 주요 목표였으나 1938년 이후에는 무정부주의자와 트로츠키주의자도 주된 목표가 되었다. 1937년 반스탈린 공산주의자인 마르크스주의통일노동당(Partido Obrero de Unificación Marxista, POUM)의 당수 안드레이스 닌 역시 이들에 의해 처형되었다. 이러한 모습은 당시 스페인 내전에 참여하였던 조지 오웰의 카탈로니아 찬가에서도 묘사되었다.

#### 게슈타포와 협력
독일-소련 불가침 조약 이후 나치 독일과 소련의 협력관계가 형성되었고 폴란드를 양국이 분할점령하였다. 이리하여 1940년 폴란드 자코파네에서 내무인민위원부와 게슈타포의 대표가 1주일동안 회담하고 폴란드의 정국안정을 위해 협력할 것을 합의했다. 이러한 회담은 여러번 계속되었으며, 소련은 나치를 피해 자국으로 망명한 독일-오스트리아인 공산주의자들중 불순하다고 판정된 수백명을 게슈타포에 넘겨주었다. 내무인민위원부는 폴란드 점령지구에서 1939년에서 1941년에 걸쳐 수만명을 처형하였다.

#### 독소전쟁 기간
독소전쟁 기간 동안 내무인민위원부는 탈영자 처단을 비롯해 후방지역의 안보를 담당하였다. 소련이 재수복한 지역에서는 대량으로 부역자나 탈영병, 그리고 비공산주의자 레지스탕스 운동자를 체포하여 처형시키거나 수용소로 보냈다.

#### 해외암살공작
내무인민위원부 소속 첩보부와 특수작전부문 부대는 반체제운동을 벌이는 소련인사들에 대한 해외암살 공작을 실행하였다. 그 희생자들은 스탈린의 정치적 라이벌이었던 레프 트로츠키, 보리스 사빈코프(러시아 사회혁명당 혁명가 겸 테러리스트), 예브헨 코노발레츠(우크라이나의 민족주의 지도자) 등이 있다.

### 첩보활동
내무인민위원부는 코민테른의 공산당과 공산주의자의 연락망을 통하여 전 세계에 광범위한 첩보망을 구성하였다. 일본에서 활약한 리하르트 조르게, 나치 독일에서 활약한 붉은 교향악단 등은 각각 추축국에서 귀중한 정보를 빼내 소련에 제공, 쿠르스크 전투를 비롯해 소련의 승전에 크게 기여했다.
또한 1940년대 영국의 정부인사들을 포섭하였고, 영국의 첩보부인 MI6와 방첩기관인 MI5에 이중스파이를 잠입시켰다. 또한 미국에도 요원을 침투시켜 핵개발 계획에 관련된 정보를 수집해 소련의 핵개발에 크게 기여했다. 그리고 스탈린을 암살하려던 여러 음모를 분쇄하였다.

### 죄수들의 노동
굴락에서 행해진 광범위한 강제노역은 소련경제와 시베리아 같은 오지의 발전에 커다란 기여를 했다. 시베리아, 북극권, 극동지역의 정착사업은 소련 노동수용소의 첫 번째 법률에서 그 목적으로 명시되었다. 노동수용소가 행한 탄광, 건설(철도, 운하, 도로, 댐, 공장), 벌목, 기타의 작업은 소련 계획경제의 일부였고, 내무인민위원부는 자신의 생산목표를 세워두고 있었다.
또한 내무인민위원부는 소련의 방위산업과 국방과학에도 큰 기여를 하였다. 정치범죄를 저지른 많은 과학자들과 기술자들이 굴락보다는 안락한 샤라슈카라고 불리는 특별한 감옥에 수용되어서 연구개발활동을 계속하였다. 이곳에서 석방된 후에 세계적으로 명성을 얻은 과학자들이 있는데 그중에는 소련 로켓개발과 유인우주선의 계획자인 세르게이 코롤료프, 항공기 개발자인 안드레이 투폴레프도 바로 이곳 출신이다. 소련의 반체제 작가로 알려진 알렉산드르 솔제니친 역시 작가지만 샤라슈카에서 복역했다.
제2차 세계대전 이후 내무인민위원부는 파벨 수도플라토프 장군의 감독아래 소련의 핵개발을 총괄하였다. 이 개발에 참가한 과학자들은 죄수는 아니었지만, 내무인민위원부가 미국에서 빼낸 핵개발 정보를 가지고 이들을 감독, 지도하였고 우라늄 탄광이나 농축공장과 같은 대규모 노동력이 필요한 작업에 수용소의 죄수들이 대거 동원되었다.

## 같이 보기
- 체카
- 국가정치총국